# Indische Frauen-Cricket-Nationalmannschaft in Bangladesch in der Saison 2013/14
Die Tour der indischen Cricket-Nationalmannschaft nach Bangladesch in der Saison 2013/14 fand vom 9. bis zum 13. März 2014 statt. Die internationale Cricket-Tour war Bestandteil der Internationalen Cricket-Saison 2013/14 und umfasste drei WTwenty20s. Indien gewann die Serie mit 3–0.

## Vorgeschichte
Bangladesch bestritt zuvor eine Tour gegen Pakistan, Indien eine ebensolche gegen Sri Lanka.
Das letzte Aufeinandertreffen der beiden Mannschaften bei einer Tour fand in der Saison 2012/13 in Indien statt.

## Stadien
Das folgende Stadion wurde für die Tour als Austragungsort vorgesehen.
| Stadion                            | Stadt       | Kapazität | Spiele       |
| ---------------------------------- | ----------- | --------- | ------------ |
| Sheikh Kamal International Stadium | Cox’s Bazar | 15.000    | 1. – 3. WT20 |

## Kaderlisten
Die Mannschaften benannten die folgenden Kader.
| WTwenty20 | WTwenty20 |
| Bangladesch | Indien |
| --- | --- |
| - Salma Khatun (K) - Rumana Ahmed - Sharmin Akhter - Shohaly Akther - Jahanara Alam - Panna Ghosh - Farzana Hoque - Sanjida Islam - Fahima Khatun - Khadija Tul Kubra - Lata Mondal - Ayasha Rahman - Shaila Sharmin - Shamima Sultana (wk) - Nuzhat Tasnia | - Mithali Raj (K) - Soniya Dabir - Jhulan Goswami - Karu Jain (wk) - Harmanpreet Kaur - Latika Kumari - Smriti Mandhana - Madhuri Mehta - Sravanthi Naidu - Shikha Pandey - Shubhlakshmi Sharma - Gouher Sultana - Vellaswamy Vanitha - Poonam Yadav |

## Women’s Twenty20 Internationals

### Erstes WTwenty20 in Cox’s Bazar
| 9. März Scorecard | Cox’s Bazar | Indien 101-1 (20)          | – | Bangladesch 85 (20) |
|                   |             | Indien gewinnt mit 16 Runs |   |                     |

Indien gewann den Münzwurf und entschied sich als Schlagmannschaft zu beginnen. Als Spielerin des Spiels wurde Sravanthi Naidu ausgezeichnet.

### Zweites WTwenty20 in Cox’s Bazar
| 11. März Scorecard | Cox’s Bazar | Bangladesch 65-9 (20)        | – | Indien 66-2 (12.3) |
|                    |             | Indien gewinnt mit 8 Wickets |   |                    |

Bangladesch gewann den Münzwurf und entschied sich als Schlagmannschaft zu beginnen. Als Spielerin des Spiels wurde Jhulan Goswami ausgezeichnet.

### Drittes WTwenty20 in Cox’s Bazar
| 13. März Scorecard | Cox’s Bazar | Bangladesch 81-8 (20)        | – | Indien 82-3 (16.4) |
|                    |             | Indien gewinnt mit 7 Wickets |   |                    |

Bangladesch gewann den Münzwurf und entschied sich als Schlagmannschaft zu beginnen. Als Spielerin des Spiels wurde Sravanthi Naidu ausgezeichnet.

## Auszeichnungen

### Player of the Match
Als Player of the Match wurden die folgenden Spielerinnen ausgezeichnet.
| Spiel   | Player of the Match |
| ------- | ------------------- |
| 1. WT20 | Sravanthi Naidu     |
| 2. WT20 | Jhulan Goswami      |
| 3. WT20 | Sravanthi Naidu     |

## Statistiken
Die folgenden Cricketstatistiken wurden bei dieser Tour erzielt.
| Tests           | Tests       | Tests   | Tests   | Tests   | Tests   | Tests   | Tests   | Tests   |
| Batting         | Batting     | Batting | Batting | Batting | Batting | Batting | Batting | Batting |
| Spieler         | Mannschaft  | Spiele  | Innings | Runs    | Average | HS      | 100s    | 50s     |
| --------------- | ----------- | ------- | ------- | ------- | ------- | ------- | ------- | ------- |
| Mithali Raj     | Indien      | 2       | 1       | 55      | –       | 55*     | 0       | 1       |
| Salma Khatun    | Bangladesch | 3       | 3       | 49      | 16,33   | 34      | 0       | 0       |
| Ayasha Rahman   | Bangladesch | 3       | 3       | 46      | 15,33   | 18      | 0       | 0       |
| Punam Raut      | Indien      | 3       | 1       | 42      | –       | 42*     | 0       | 0       |
| Shikha Pandey   | Indien      | 3       | 2       | 42      | 42,00   | 36*     | 0       | 0       |
| Bowling         |             |         |         |         |         |         |         |         |
| Spieler         | Mannschaft  | Spiele  | Overs   | Wickets | Average | BBI     | 5W      | 10W     |
| Sravanthi Naidu | Indien      | 3       | 10.0    | 7       | 4,85    | 4/9     | 0       | 0       |
| Gouher Sultana  | Indien      | 3       | 12.0    | 5       | 7,80    | 3/17    | 0       | 0       |
| Jhulan Goswamy  | Indien      | 2       | 6.0     | 4       | 7,25    | 2/14    | 0       | 0       |
| Poonam Yadav    | Indien      | 2       | 6.0     | 2       | 13,50   | 2/9     | 0       | 0       |
| Jahanara Alam   | Bangladesch | 3       | 9.4     | 2       | 20,00   | 1/12    | 0       | 0       |
| Shikha Pandey   | Indien      | 3       | 12.0    | 2       | 20,50   | 1/7     | 0       | 0       |